# Spedizione di Walcheren
La spedizione di Walcheren (30 luglio - 10 dicembre 1809) fu un'operazione militare dell'Impero britannico durante le guerre napoleoniche, costituita dall'ultima di una serie di operazioni in Fiandra (attuale Belgio). La spedizione puntava ad attaccare la base navale francese di Anversa e realizzare una diversione per alleviare l'alta pressione che gravava sull'esercito austriaco.
L'attacco venne pianificato in un momento in cui il grosso dell'esercito del Regno d'Olanda era impiegato nella campagna di Spagna, e la guarnigione francese di Anversa e Flessinga grandemente ridotta, a causa della concentrazione della Grande Armata nella campagna sul Danubio, successivamente alla vittoria tattica austriaca nella battaglia di Aspern-Essling.
Nella più grande spedizione britannica di quell'anno, più di 100 vascelli da guerra e da trasporto, 40 000 soldati, 15 000 cavalli e l'artiglieria da campo, al comando di Lord Chatham (Esercito) e Sir Richard Strachan (Marina), attraversarono il Mare del Nord.
Come prima mossa, i britannici presero la paludosa isola di Walcheren alla foce del fiume Schelda così come l'isola di Zuid-Beveland: entrambe situate negli attuali Paesi Bassi ma che controllavano lo sbocco del porto di Anversa. Le truppe britanniche cominciarono presto ad ammalarsi di malaria; dopo un mese dalla conquista dell'isola avevano 8 000 casi di febbre malarica ed i provvedimenti medici si rivelarono assolutamente inadeguati. Lord Chatham aveva una reputazione di comandante estremamente prudente e diede alle operazioni un ritmo lentissimo. Mentre le truppe britanniche erano state dirottate alla conquista delle isole olandesi, il 15 agosto, il nemico rinforzava fortemente le difese di Anversa, con un forte contributo del Regno d'Olanda, organizzato dal locale sovrano Luigi Buonaparte, fratello minore dell'Imperatore.
Con l'obiettivo principale fuori di portata, giunse al campo notizia della decisiva sconfitta austriaca a Wagram.  La spedizione venne cancellata agli inizi di settembre.  Di circa 12 000 uomini sbarcati su Walcheren, in ottobre ne erano rimasti solamente 5 500  Era stato riportato molto ironicamente che un esercito francese, alcuni anni prima, aveva perso l'ottanta per cento dei suoi effettivi a causa di una malattia.
In complesso, il governo britannico aveva sprecato quasi otto milioni di sterline nella spedizione e 4 067 uomini erano morti (soltanto 106 in battaglia). Quasi 12 000 erano ancora ammalati nel febbraio del 1810 e molti altri rimasero invalidi.